# Joseph Fiennes
Joseph Alberic Twisleton-Wykeham-Fiennes (pronunciado /'ʤəʊzɪf 'ælbəɹɪk 'twɪsltən 'wɪkəm faɪnz/; Salisbury, Wiltshire, 27 de mayo de 1970), más conocido como Joseph Fiennes, es un actor británico de cine, televisión, teatro y voz.

## Carrera
Es hijo del fotógrafo y granjero Mark Fiennes (1933-2004) y la escritora Jennifer Lash (1938-1993), hermano del actor Ralph Fiennes. Es mayormente conocido por su trabajo en el teatro (trabajó para la Royal Shakespeare Company) y por encarnar al propio William Shakespeare en Shakespeare in Love (1998), película que obtuvo trece nominaciones a los premios Óscar y ganó en siete categorías, entre ellas la de «Mejor película».
Coprotagonizó junto a Jude Law la película Enemy at the Gates (2001), donde interpretó a Danilov, un comisario político de segunda clase destinado en Stalingrado. Un año más tarde trabajó en Killing Me Softly y en 2003 fue el protagonista de Lutero. En 2004 actuó en El mercader de Venecia.
En televisión fue el protagonista de la serie Flashforward (2009-2010).
También ha sido reconocido como uno de los hombres más elegantes del mundo
Joseph Fiennes formó parte del elenco de American Horror Story: Asylum en su segunda temporada que se estrenó en Estados Unidos el 17 de octubre de 2012. Junto a Jessica Lange, Adam Levine, Zachary Quinto, Evan Peters, entre otros.
En 2017 dio vida a Fred Waterford en la serie de televisión The Handmaid's Tale, basada en el libro homónimo de la autora Margaret Atwood.

## Vida personal
Fiennes tiene seis hermanos, entre ellos el actor Ralph Fiennes, la directora de cine Martha Fiennes y un hermano gemelo llamado Jacob. Es primo del aventurero Ranulph Fiennes y es primo octavo del Príncipe de Gales. Y además es tío del actor y modelo Hero Fiennes Tiffin
En cuanto a su vida amorosa es muy reservado. Nunca le ha gustado hacer públicas sus relaciones, pero se le ha relacionado sentimentalmente con Cate Blanchett, Sara Griffiths, Catherine McCormack y Fiona Jolly. En agosto de 2009 contrajo matrimonio con una modelo suiza de origen español, María Dolores Diéguez, con quien mantenía una relación desde 2005. La boda fue llevada a cabo en la más estricta intimidad en Italia, donde se conocieron. Tienen dos hijas, nacidas en 2010 y 2011.

## Filmografía

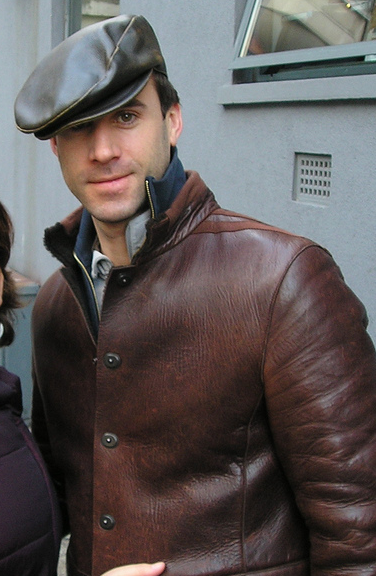
Joseph en 2005 en Londres.

### Cine
| Año  | Título                                  | Papel                            | Notas         |
| ---- | --------------------------------------- | -------------------------------- | ------------- |
| 1996 | Belleza robada                          | Christopher Fox                  |               |
| 1998 | Martha, Meet Frank, Daniel and Laurence | Laurence                         |               |
| 1998 | Elizabeth                               | Robert Dudley, Earl of Leicester |               |
| 1998 | Shakespeare in Love                     | William Shakespeare              |               |
| 1999 | Forever Mine                            | Manuel Esquema/Alan Riply        |               |
| 2000 | El sabor de la traición                 | Sean Deeny                       |               |
| 2001 | Enemy at the Gates                      | Commisar Danilov                 |               |
| 2001 | Dust                                    | Elijah                           |               |
| 2002 | Leo                                     | Stephen                          |               |
| 2003 | Killing Me Softly                       | Adam Tallis                      |               |
| 2003 | Simbad: La leyenda de los siete mares   | Proteus                          | voz           |
| 2003 | Luther                                  | Martin Luther                    |               |
| 2004 | El mercader de Venecia                  | Bassanio                         |               |
| 2005 | The Great Raid                          | Major Gibson                     |               |
| 2005 | Man to Man                              | Jamie Dodd                       |               |
| 2006 | Recortes de mi vida                     | Neil Bookman                     |               |
| 2006 | The Darwin Awards                       | Michael Burrows                  |               |
| 2007 | Goodbye Bafana                          | James Gregory                    |               |
| 2008 | El escapista                            | Lenny Drake                      |               |
| 2008 | El Barón Rojo                           | Arthur Roy Brown                 |               |
| 2008 | You Me and Captain Longbridge           | Narrator                         |               |
| 2008 | Spring 1941                             | Artur Planck                     |               |
| 2009 | Against the Current                     | Paul Thompson                    |               |
| 2014 | El inventor de juegos                   | Morodian                         |               |
| 2014 | Hércules                                | King Eurystheus                  |               |
| 2015 | Strangerland                            | Matthew Parker                   |               |
| 2015 | Psy                                     | American man                     |               |
| 2016 | Risen                                   | Clavius                          |               |
| 2016 | On Wings of Eagles (The Last Race)      | Eric Liddell                     |               |
| 2023 | La madre                                | Adrian Lovell                    |               |
| TBA  | The Way of the Wind                     |                                  | Posproducción |

### Televisión
| Año     | Título                        | Papel                      | Notas                                      |
| ------- | ----------------------------- | -------------------------- | ------------------------------------------ |
| 2008    | Pretty/Handsome               | Bob Fitzpayne              | episodio piloto fallido                    |
| 2009–10 | FlashForward                  | Mark Benford               | 22 episodios                               |
| 2011    | Camelot                       | Merlin                     | 10 episodios                               |
| 2012–13 | American Horror Story: Asylum | Monsignor Timothy Howard   | 10 episodios                               |
| 2017    | Urban Myths                   | Michael Jackson            | episodio: "Elizabeth, Michael, and Marlon" |
| 2017–21 | The Handmaid's Tale           | Commandante Fred Waterford | 36 episodios                               |
| 2019    | Fiennes: Return to the Nile   | Él mismo                   | 3 episodios                                |
| 2019    | Sherwood                      | Sheriff Nottingham (voz)   | 6 episodios                                |

## Premios

### Premios BAFTA
| Año  | Categoría   | Película            | Resultado |
| ---- | ----------- | ------------------- | --------- |
| 1998 | Mejor actor | Shakespeare in Love | Nominado  |

### Premios del Sindicato de Actores
| Año  | Categoría   | Película            | Resultado |
| ---- | ----------- | ------------------- | --------- |
| 1998 | Mejor actor | Shakespeare in Love | Nominado  |

### Premios Satellite
| Año  | Categoría                                  | Película               | Resultado |
| ---- | ------------------------------------------ | ---------------------- | --------- |
| 2004 | Mejor actor de reparto - Comedia o Musical | El mercader de Venecia | Nominado  |